# Brogues
Brogues eller broguesko (afledt af det gæliske ord bróg) er en type flade sko eller støvler der har indtil flere stykker læder sat på overlæderet, og perforeret i mønster med savtakker langs syningerne. Moderne brogues kan føres tilbage til Irland, der fremstillede en sko i ufarvet læder med perforeringer, der gjorde at vandet kunne løbe ud igen, når man gik rundt i vådområder som højmose og lignende.
Brogues blev oprindeligt betragtet som udendørs eller landligt fodtøj, men ikke til brug i casual eller business-sammenhænge. I dag betragtes brouges dog som passende til de fleste sammenhænge.
Skoen findes almindeligvis i fire forskellige typer til tåkappen (fuld eller "wingtip", semi-, quarter eller longwing) og fire lukkede typer (Oxford, Derby, ghillie og monk). Udover solide lædersko eller -støvler, findes brouges  også som pæne sko til jakkesæt og formel beklædning, sneakers, højhælede damesko eller andre former for sko, der bruger en konstruktion af flere stykker materiale og savtakker langs syningerne.
Hvis en oxfordsko med fuld- eller semibroguemønster er udført i to forskellige farver læder kaldes det for spectatorsko.